# Park Tysiąclecia (Poznań)

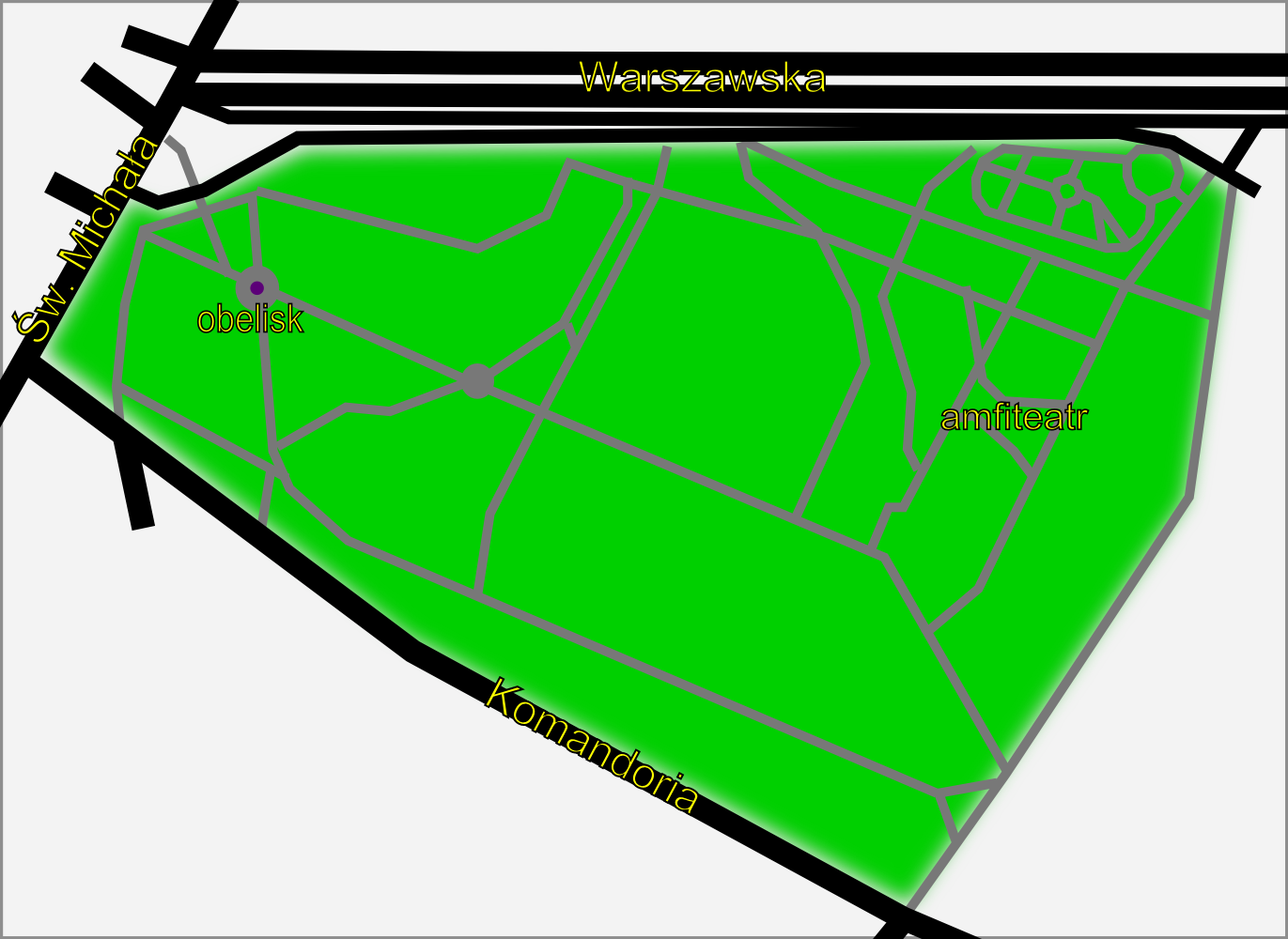
Plan Parku

Park Tysiąclecia (poprzednio Park Miejski im. Tysiąclecia Państwa Polskiego) – park w Poznaniu. Rozciąga się przy północnym krańcu Komandorii, pomiędzy ul. Warszawską a Jeziorem Maltańskim.

## Charakterystyka
Urządzono go na terenie leśnym, na miejscu dawnej strzelnicy wojskowej i dawnego cmentarza przy ul. Świętojańskiej. Charakterystycznym drzewem, licznie występującym na terenie parku, jest robinia akacjowa. To nierodzime drzewo, które łatwo się przyjmuje i rozmnaża, zostało zasadzone w XIX wieku dla zamaskowania strzelnicy wojskowej i fortyfikacji na Malcie. Na obelisku przy wejściu do parku wyryto napis:

PARK TYSIĄCLECIA
ZBUDOWANY CZYNEM SPOŁECZNYM ZAŁÓG I MIESZKAŃCÓW DZIELNICY NOWE MIASTO
POZNAŃ 22 LIPCA 1966

Park zajmuje powierzchnię 26,3 ha. Pierwsze plany utworzenia „parku ludowego” powstawały w latach 1928–1929, lecz nie doszły one do skutku z powodu opozycji grupy przyrodników skupionych wokół Adama Wodziczki. W 1931 ogłoszono konkurs na zagospodarowanie „Cybińskiego Klina Zieleni”, który zaczęto realizować dopiero po odbudowie Poznania ze zniszczeń wojennych. Ostatecznie park udostępniono publiczności 16 lipca 1966 jako pierwszy z pięciu projektowanych nowych parków w Poznaniu, ale prace wykończeniowe trwały do 1970. Powstał wówczas m.in. niewielki amfiteatr z muszlą koncertową.
W parku znajduje się 28 pomnikowych głazów narzutowych (największy z nich, owalny gruboziarnisty granit o równo obtoczonych powierzchniach, ma obwód 560 cm). Większość z nich pochodzi ze żwirowni miejskiej przy ul. Głównej i z okolicy szkoły dla głuchoniemych na Śródce.
W parku zbudowano także Ośrodek Związku Młodzieży Socjalistycznej i Ośrodek Związku Harcerstwa Polskiego. Znajdowała się tam także ponadnaturalnych rozmiarów szachownica wraz z figurami do gry w szachy. Rozważano też posadowienie w parku Pomnika Armii Poznań.
Dzisiaj park ściąga licznych mieszkańców Poznania na spacery szerokimi alejami. Bezpośrednie sąsiedztwo jeziora maltańskiego dodatkowo uatrakcyjnia to miejsce. Amfiteatr jest wykorzystywany podczas Malta Festival Poznań.

## Przyroda parku
Drzewa:
- Robinia akacjowa (Robinia pseudoacacia)
- pojedyncze Sosny pospolite (Pinus silvestris), Brzozy brodawkowate (Betula verrucosa a. Betula pendula), Klony zwyczajne (Acer platanoides), Jawory (Acer pseudoplatanus), Wiązy szypułkowe (Ulmus laevis), Olchy czarne (Alnus glutinosa), oraz Topole kanadyjskie (Populus ×canadensis)